# 新在家站
新在家站（日语：／ Shinzaike eki */?）是位於兵庫縣神戶市灘區新在家北町，屬於阪神電氣鐵道本線的車站。車站編號為「HS27」。
在1967年車站高架化前，車站位於現時的位置以南處（在現時國道43號附近）。現時舊站遺址為商業設施與停車場。

## 歷史
- 1905年（明治38年）4月12日 - 阪神本線開業，東明站（日语：／）啟用[1]。當時在此站與大石站之間曾經設有（第一代）新在家站（第一代車站於1929年廢止）。
- 1930年（昭和5年）2月11日 - 車站改名為（第二代）新在家站[1]。
- 1967年（昭和42年）7月2日 - 隨著石屋川站至西灘站之間高架化，車站向北遷移[1]。同時鄰近此站的新在家車廠廢止。
- 1995年（平成7年）
  - 1月17日 - 阪神大地震，阪神本線停運。此站暫停營業。
  - 6月26日 - 御影站至西灘站之間重開（同時阪神本線全線重開）。
- 2006年（平成18年）10月28日 - 實施時間表修正（日语：ダイヤ改正），準急不再駛入此站，所有優等列車（日语：優等列車）通過。
- 2014年（平成26年）4月1日 - 引入車站編號[2][3]。

## 車站構造
車站是一座高架車站，設有2面2線的相對式月台。車站設有轉轍器和絶對信號機，被定義為停留所。車站大樓（閘口）近梅田一方位於第1層，月台位於第2層。

### 月台
| 月台 | 路線 | 上下行 | 方向                               |
| ---- | ---- | ------ | ---------------------------------- |
| 1    | 本線 | 上行   | 尼崎、大阪（梅田）、難波、奈良方向 |
| 2    | 本線 | 下行   | 神戶（三宮）、明石、姬路方向       |

在站內沒有標記月台編號。在官方網站的站內圖、「阪神App」中設有標示月台編號，上行方向為1號月台，下行方向為2號月台。月台只可容納6卡19m級阪神車輛（全長120米），現時在時間表上並沒有6卡編成的營業列車停站。而6卡21m級的近畿日本鐵道車輛不可停站。
| ← 梅田方向      | 新在家站配線略圖 | → 三宮、元町方向 |
| 图例 参考文献： |                  |                  |

## 使用狀況
在2010年度，1日平均上下車人次為9,541人。

## 車站周邊
在車站北方約500米處設有西日本旅客鐵道（JR西日本）六甲道站。1200米處設有阪急電鐵六甲站，需步行15至20分鐘才到達。
- 神戶製鋼所神戶鋼鐵廠（日语：神戸製鋼所神戸製鉄所）
  - 神戶發電廠（日语：神戸発電所）、灘濱科學廣場
- 阪神電氣鐵道石屋川車廠（日语：石屋川車庫）（阪急Oasis（日语：阪急オアシス）石屋川店、Sugi藥局（日语：スギ薬局）石屋川店）
- 灘區公所[1]
- 神戶櫻口郵局
- 東明郵局
- 南方廣場六甲B612（日语：サザンモール六甲B612）
- Max Yellow Hat（日语：イエローハット）神戶灘店
- 山陽Marunaka（日语：マルナカ (チェーンストア)）新在家店
- Kohnan PRO（日语：コーナン）新在家店
- The・mu（日语：大黒天物産）神戶灘店
- 神戸六甲Bowl（保齡球場）
- Joshin灘店
- 灘溫泉（日语：灘温泉）六甲道店
- 神戶甲南 武庫之鄉郷
  - 高嶋酒類食品（日语：高嶋酒類食品） 甲南漬本店
  - 甲南漬資料館

## 巴士路線
- 神戶市巴士（阪神新在家巴士站）
  - 103系統（日语：神戸市バス石屋川営業所#103系統）　前往阪神大石、JR六甲道

在車站北方約200米處設有神戶市巴士櫻口巴士站，以及阪神巴士灘區公所前巴士站。在該處巴士站設有巴士路線前往六甲山方向（阪急六甲、神戶大學、六甲纜索下、鶴甲團地方向）、阪神蘆屋、阪神三宮方向（經國道2號）。

## 相鄰車站
阪神電氣鐵道
 本線
■■直通特急、■特急、■快速急行
通過
■普通
石屋川（HS26）－新在家（HS27）－大石（HS29）
- 在「歷史」一節提及，在1929年前，此站（當時為東明站）與大石站之間曾設有（第一代）新在家站。

## 注腳
1. 1 2 3 4 5 6 7 8 9 10 11 12 13  . 神戶新聞綜合出版中心. 2012-12-10: 32. ISBN 9784343006745.
2. ↑   (PDFlink) (新闻稿). 阪神電氣鐵道株式會社. 2013-04-30  [2016-04-08]. （原始内容存档 (PDF)于2019-06-17）.
3. ↑  . 讀賣新聞（大阪晨報） (讀賣新聞大阪本社). 2014-03-20: p.32.
4. ↑  . 圖説 日本之鐵道. 川島令三編著. 講談社. 2009. ISBN 978-4-06-270017-7. 27頁

## 外部連結
- 新在家（路線圖、車站資訊） - 阪神電氣鐵道